# Urbanitas

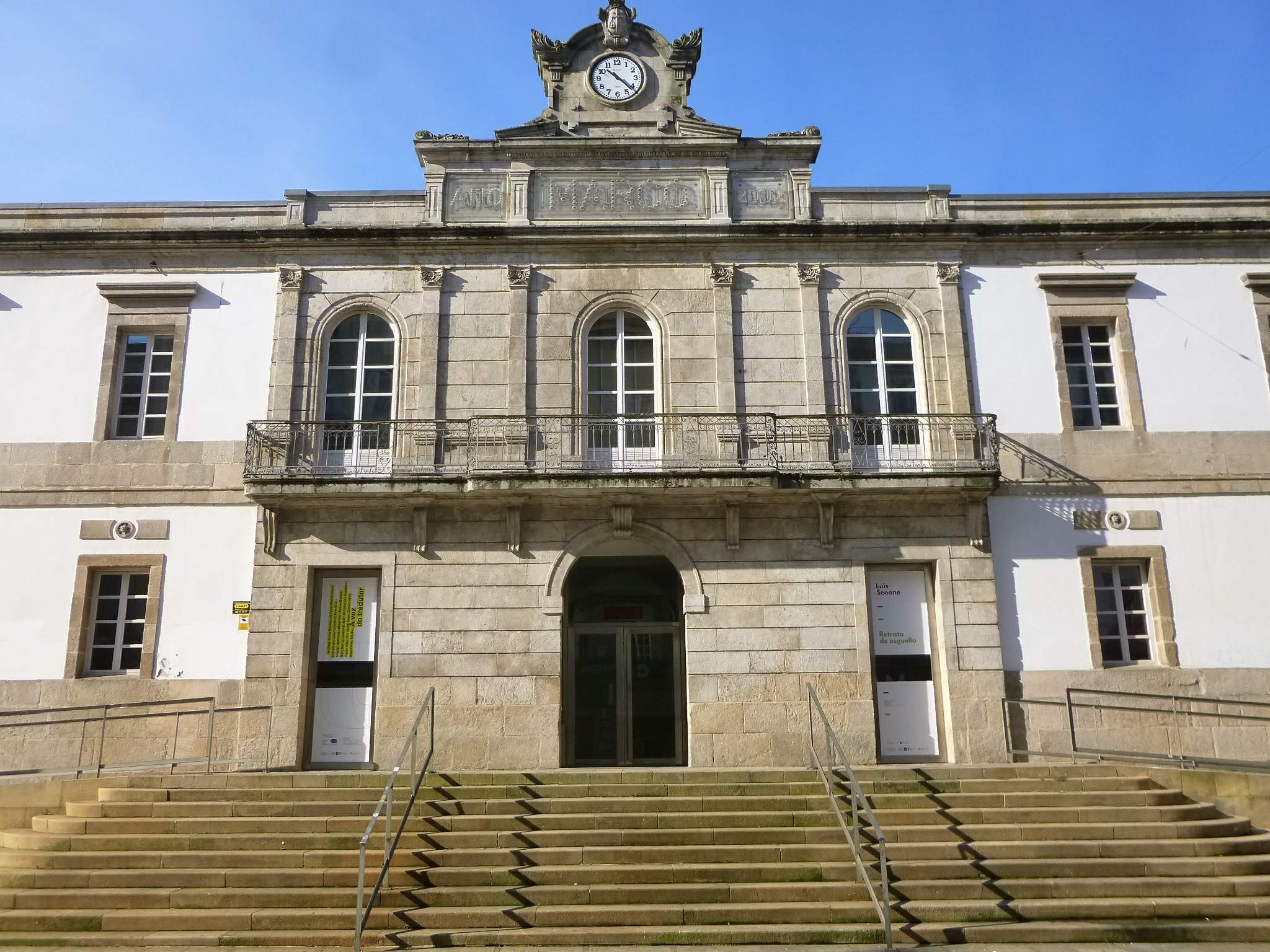
Museo de Arte Contemporáneo de Vigo (MARCO)

Urbanitas fue una muestra colectiva comisariada por Carlota Álvarez Basso e Iñaki Martínez Antelo en la sala exposiciones de la planta baja del museo MARCO de Vigo en 2006. La exposición  se inauguró el 3 de febrero y fue clausurada el 18 de junio.

## La exposición
Urbanitas presentó el trabajo de treinta  artistas jóvenes gallegos nacidos a partir de 1970, creando una panorámica del arte gallego de principio del siglo XXI. La mayor parte de las obras, entre las que se incluían esculturas, instalaciones, pinturas murales, grafiti, instalaciones sonoras, videoarte, fotografías y dibujos, fueron producidas específicamente para esta muestra. Paralelamente, como parte del proyecto pero también como propuesta expositiva en sí misma, el Espacio Anexo acoge la muestra Videourbanitas, en la que se mostraban en continuidad los trabajos en vídeo de varios de los artistas presentes en la exposición.

## Catálogo
Con motivo de esta muestra, el MARCO editó un catálogo con biografías de los artistas participantes; textos de Xosé Manuel Lens, Silvia García y David Barro, entre otros; catálogo e imágenes de obras en exposición, así como textos y fotografías explicativos del proceso de producción. Con el fin de incluir en esta publicación las intervenciones creadas específicamente para la exposición, el catálogo se publicó al finalizar la exposición.

## Generación urbanita
Pese a la diversidad de intereses, propuestas y el distinto origen e historial de los artistas participantes, la elección mostraba importantes puntos en común de tipo generacional; solo doce años separaban al artista más joven del más veterano. Otro punto de conexión visible fue la utilización de un amplio abanico de comportamientos artísticos que reflejaban un alejamiento de los presupuestos precedentes del Grupo Atlántica. Gran parte de estos creadores formaba parte de las primeras promociones de la Facultad de Bellas Artes de Pontevedra, motor de un contexto animado, desde los años noventa, con el nacimiento de nuevos espacios e iniciativas vinculadas al arte contemporáneo en Galicia.

## Artistas participantes
- Mónica Alonso (Fonsagrada, Lugo, 1970)
- Oliver Añón (Barcelona, 1982)
- Servando Barreiro (El Grove, Pontevedra, 1979)
- Vicente Blanco (Cee, La Coruña, 1974)
- Antón Cabaleiro (Santiago de Compostela, 1977)
- Maribel Castro (La Coruña, 1981)
- Isaac Cordal (Pontevedra, 1974)
- El Tiñas (Vigo, Pontevedra, 1980)
- Suso Fandiño (Santiago de Compostela, 1971)
- Félix Fernández (Vivero, Lugo, 1977)
- Arturo Fuentes (Orense, 1975)
- Amaya González Reyes (Sangenjo, Pontevedra, 1979)
- Kiko (Vigo, Pontevedra, 1982)
- Pancho Lapeña (Vigo, Pontevedra, 1976)
- Chiu Longina (Puebla de Trives, Orense, 1970)
- Carlos Maciá (Lugo, 1977)
- Loreto Martínez Troncoso (Vigo, Pontevedra, 1978)
- Fran Meana (Avilés, Asturias, 1982)
- Berio Molina (Fonsagrada, Lugo, 1979)
- Antía Moure (Monforte de Lemos, Lugo, 1981)
- nano4814 (Vigo, Pontevedra, 1978)
- Álvaro Negro (Lalín, Pontevedra, 1973)
- Carme Nogueira (Vigo, Pontevedra, 1970)
- Paulo Orza (Zamora, 1971)
- Pelucas (Vigo, Pontevedra, 1980)
- Pablo Pérez (Villagarcía de Arosa, Pontevedra, 1980)
- Jorge Perianes (Orense, 1974)
- Rubén Ramos Balsa (Santiago de Compostela, 1978)
- Trepan Santiago (Sarria, Lugo, 1974)
- Tay (Vigo, Pontevedra, 1982)[4]